# Ferry (Vorname)
Ferry ist ein männlicher Vorname. Er ist ein hauptsächlich im  niederländischen Sprachraum und in Österreich verwendetes Diminutiv des Namens Ferdinand.
Zum gleichnamigen Familienname siehe: Ferry (Familienname)

## Namensträger
- Ferry Ahrlé (1924–2018), deutscher Maler, Autor und Entertainer
- Ferry Bauer (1916–2010), österreichischer Regisseur und Schauspieler
- Ferry de Clugny (* um 1430; † 1483), Bischof von Tournai und Kardinal, hochrangiger Staatsmann und Geistlicher
- Ferry Corsten (* 1973), niederländischer Trance-DJ und Musikproduzent
- Ferry Dusika (1908–1984), österreichischer Radrennfahrer
- Ferry Gruber (1926–2004), österreichisch-deutscher Opern- und Operettensänger (Tenor)
- Ferry Hoogendijk (1933–2014), niederländischer Politikwissenschaftler, Journalist und Politiker
- Ferry Öllinger (* 1959), österreichischer Schauspieler
- Ferry Porsche (1909–1998), deutsch-österreichischer Unternehmer (Automobilbau) und Ingenieur
- Ferry Radax (1932–2021), österreichischer Filmemacher
- Ferry Tayle (* 1982), französischer Trance-DJ und -Produzent
- Ferry Windberger (1915–2008), österreichischer Filmarchitekt und Bühnenbildner
- Ferry Wondra (1905–1976), österreichischer Komiker, Conférencier, Sänger, Kabarettist, Autor, Komponist und Schauspieler